# Termálvíz

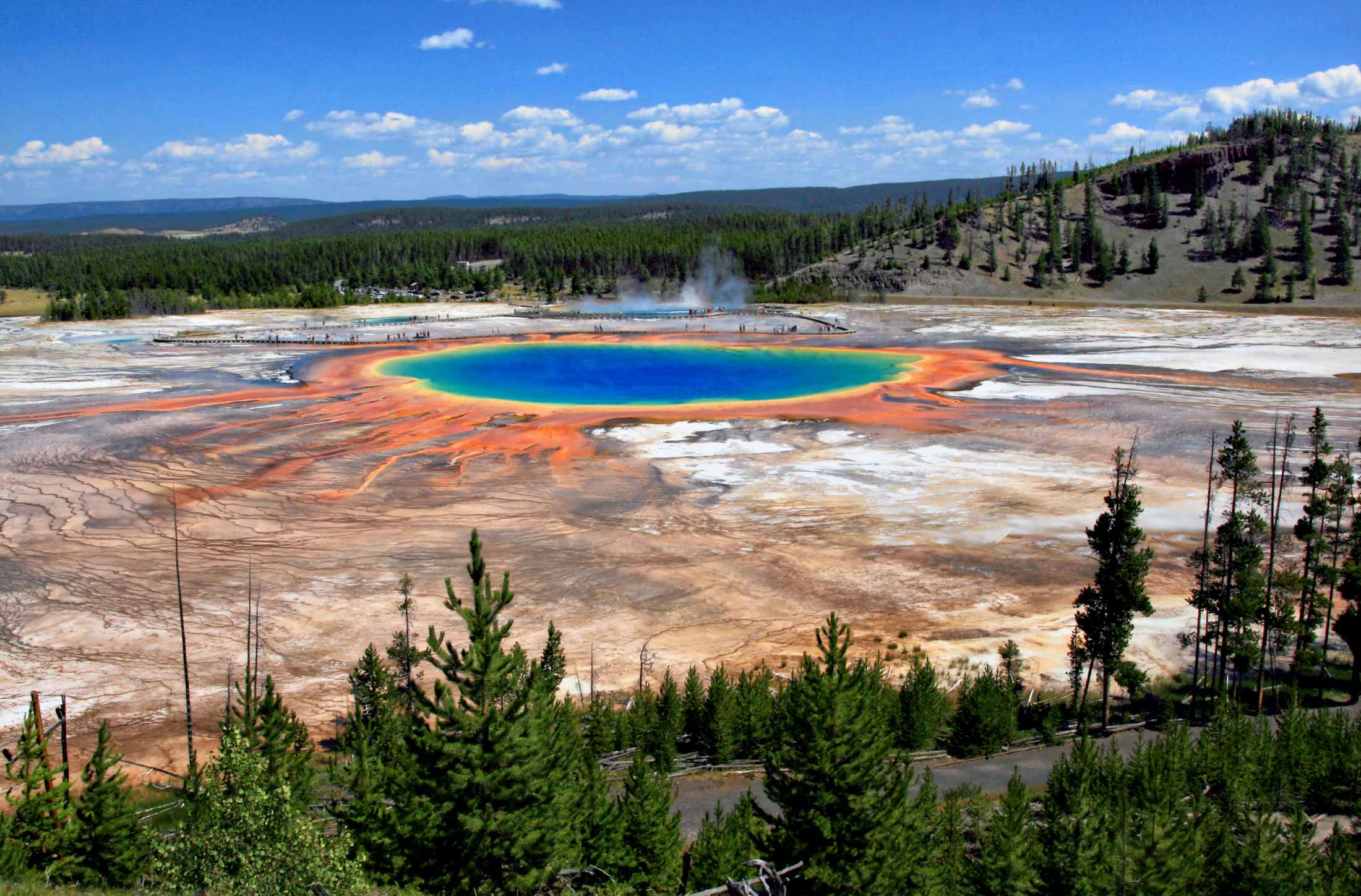
Gejzír medence és forrás a Yellowstone Nemzeti Parkban

A termálvíz vagy hévíz az a felszín alatti víz, amelynek hőmérséklete meghaladja a 20 °C-ot. A víz hőfokát az adott terület geotermikus gradiense határozza meg. Európában ez az átlagérték 33 m/°C, Magyarországon 20 m/°C. Ez azt jelenti, hogy hazánkban relatíve kisebb mélységből hozható a felszínre a termálvíz.
Magyarország termálvizekben rendkívül gazdag. Legforróbb hévizünk a 80 Celsius-fokot is meghaladja.
A termálvíz fogalmát a hétköznapokban gyakran helytelenül azonosítják a gyógyvíz fogalmával. A hévizek általában sok ásványi anyagot tartalmaznak. A gyógyvíz az a termálvíz, amely a benne lévő ásványi anyagok révén bizonyos betegség(ek)re bizonyítottan gyógyító hatással bír.
Magyarországon 2000. január 1-jén összesen 1289 regisztrált termálkút volt.